# Elezioni parlamentari in Senegal del 1998
Le elezioni parlamentari in Senegal del 1998 si tennero il 24 maggio per il rinnovo dell'Assemblea nazionale.

## Risultati
| Liste                                                         | Voti      | %     | Seggi |
| ------------------------------------------------------------- | --------- | ----- | ----- |
| Partito Socialista                                            | 616 847   | 50,19 | 93    |
| Partito Democratico Senegalese                                | 235 470   | 19,16 | 23    |
| Unione per il Rinnovamento Democratico                        | 162 374   | 13,21 | 11    |
| Partito Africano per la Democrazia e il Socialismo            | 60 760    | 4,94  | 4     |
| Lega Democratica/Movimento per il Partito del Lavoro          | 48 445    | 3,94  | 3     |
| Convenzione dei Democratici e dei Patrioti                    | 24 579    | 2,00  | 1     |
| Fronte per il Socialismo e la Democrazia                      | 16 445    | 1,34  | 1     |
| Unione Democratica Senegalese - Rinnovamento                  | 12 978    | 1,06  | 1     |
| Partito dell'Indipendenza e del Lavoro                        | 10 899    | 0,89  | 1     |
| Raggruppamento Nazionale Democratico                          | 8 220     | 0,67  | 1     |
| Blocco Centrista Gaïndé                                       | 7 517     | 0,61  | 1     |
| Raggruppamento Patriottico Senegalese/Jammi Rewmi             | 4 706     | 0,38  | –     |
| Movimento per il Socialismo e l'Unità                         | 3 677     | 0,30  | –     |
| Movimento Repubblicano Senegalese                             | 3 600     | 0,29  | –     |
| Partito Africano per l'Indipendenza delle Masse               | 3 456     | 0,28  | –     |
| Raggruppamento per il Progresso, la Giustizia e il Socialismo | 3 336     | 0,27  | –     |
| Azione per lo Sviluppo Nazionale                              | 2 994     | 0,24  | –     |
| Unione per la Democrazia e il Federalismo/Mboolomi            | 2 820     | 0,23  | –     |
| Totale                                                        | 1 229 123 | 100   | 140   |